# Porte d'Alfôfa
 (septembre 2017).
La porte d'Alfôfa (en portugais : Porta da Alfôfa) est une ancienne porte de la ville de Lisbonne, dans l'enceinte maure (pt).
Elle se trouvait à la cime de la calçada de São Crispim, aujourd'hui rue du Miracle-de-Saint-Antoine (rua do Milagre de Santo António). On trouvait deux niches à proximité de cette porte, l'une accueillant une peinture en azulejos de Antoine de Padoue, et dans l'autre une croix. On trouve désormais à la place de la niche du Saint Antoine une citerne,